# Aaron Cel
Aaron Cel, né le 4 mars 1987 à Orléans dans le Loiret, est un joueur franco-polonais de basket-ball. Il évolue au poste d'ailier fort.

## Biographie
En juillet 2016, Cel signe un contrat d'un an avec le BCM Gravelines Dunkerque.

## Clubs successifs
- 2005-2007 :  Le Mans Sarthe Basket (Pro A)
- 2007-2009 :  Etendard de Brest (Pro B)
- 2009-2010 :  Boulazac Basket Dordogne (Pro B)
- 2010-2011 :  Hermine de Nantes (Pro B)
- 2011-2013 :  PGE Turów Zgorzelec (PLK)
- 2013-2015 :  Stelmet Zielona Góra (PLK)
- 2015-2016 :  AS Monaco Basket (Pro A)
- 2016-2017 :  Gravelines-Dunkerque (Pro A)
- Depuis 2017 :  Twarde Pierniki Toruń (PLK)

## Palmarès

### En club
- Champion de France 2006 avec Le Mans
- Champion de Pologne 2015 avec Zielona Góra.
- Vainqueur de la Coupe de Pologne 2015 avec Zielona Góra et 2018 avec Twarde Pierniki Toruń.

### Distinctions  personnelles
- Membre de l'équipe type de PLK en 2015 et en 2018.
- Meilleur joueur polonais de VTB United League en 2013.